# Neuraeschna claviforcipata
Neuraeschna claviforcipata är en trollsländeart som beskrevs av Martin 1909. Neuraeschna claviforcipata ingår i släktet Neuraeschna och familjen mosaiktrollsländor. Inga underarter finns listade i Catalogue of Life.